# Ludwig Burger

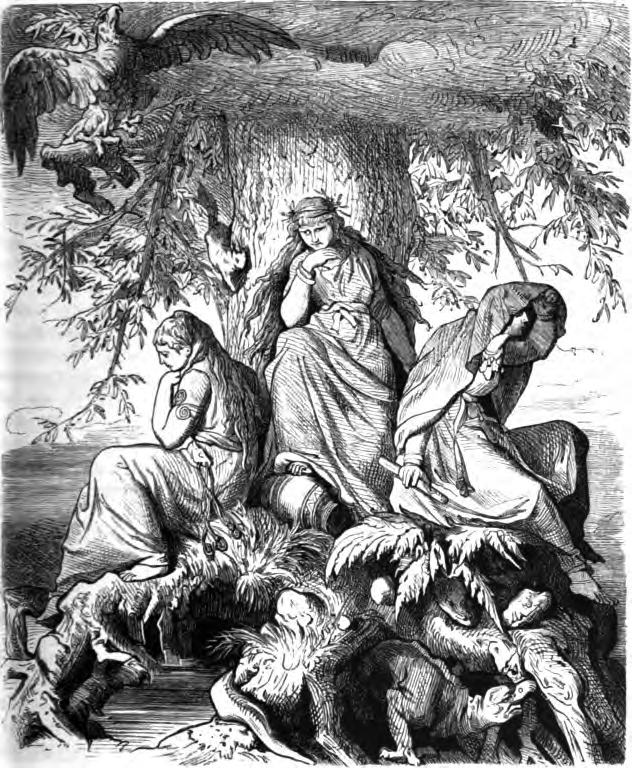
L. Burger, ilustracja do Nordisch-germanische Götter und Helde Wilhelma Wägnera (1882)

Ludwig Burger (ur. 19 września 1825 w Krakowie, zm. 22 października 1884 w Berlinie) – niemiecki malarz, ilustrator i rysownik.
Podczas pobytu w Warszawie uczył się technik graficznych. Od 1842 mieszkał w Berlinie, gdzie studiował na Akademii Sztuk Pięknych, w tym samym czasie pracował jako ilustrator książkowy. Podczas pobytu w Paryżu był uczniem Thomasa Couture'a. W jego dorobku są ilustracje m.in. do tekstów La Fontaine'a i zbiór 20 prac znany jako Die Kanone.
Po 1869 roku zajmował się malarstwem dekoracyjnym, wykonując m.in. malowidła ścienne, które znajdują się w berlińskim ratuszu (1870) oraz w Szkole Kadetów w Lichterfelde (1878).